# Charlestown (Afrique du Sud)
Pour les articles homonymes, voir Charlestown.

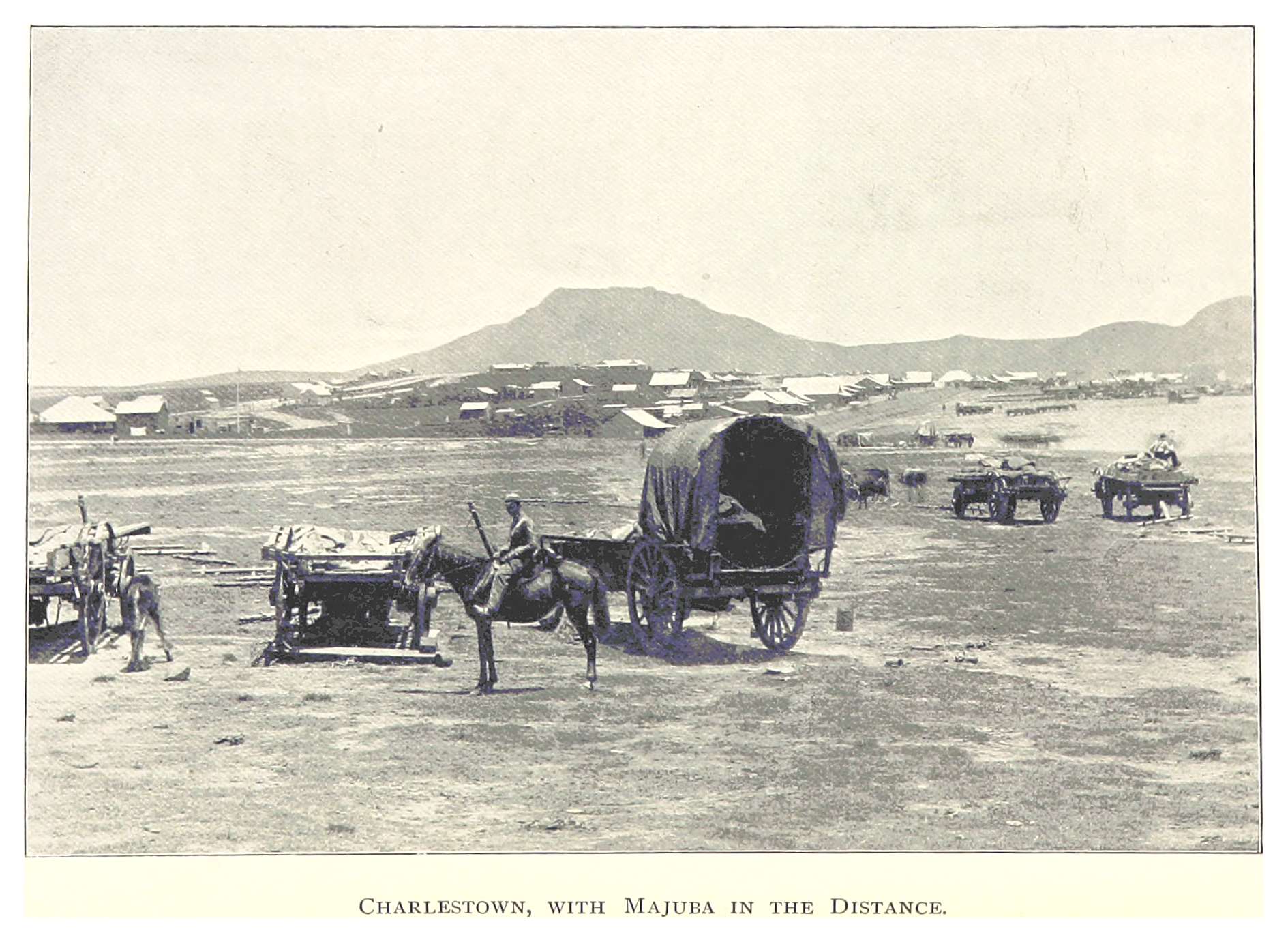
Charlestown (Afrique du Sud)

Charlestown est une ville de la province du KwaZulu-Natal en Afrique du Sud, au sud de Volksrust.
La population était de 3 401 habitants lors du recensement de 2001.